# 五月女道子
五月女 道子（さおとめ みちこ、1934年2月25日 - 1989年）は、日本の女優、声優、翻訳家。東京府出身。

## 略歴
千代田女学園高校卒業。初期は女優として活動。1954年4月に劇団文化座に入団した後、宮沢俊一と結婚し、1963年8月には宮沢らと劇団群像座を旗揚げし演劇活動を行う。
1970年からは宮沢がモスクワ大学のゼミナールに参加したため約6年間モスクワに滞在、ロシア語を習得。帰国後に宮沢が立ち上げた群像社にてロシア文学の翻訳家として活動した。1989年没。

## 出演

### テレビドラマ
- 1953年 夢のお国「舞踊劇・砂山」（NTV）
- 1956年 馬の感傷（NHK）
- 1956年 海風が吹けば 第9回（NHK）
- 1956年 おばあさん（NTV）
- 1956年 悦ちゃん（NTV）
- 1957年 太閤記（NTV）
- 1957年 太陽先生（NTV）
- 1958年 からたちの花（NTV）
- 1958年 獅子（NHK）
- 1959年 地熱（NET）※五木女道子名義
- ダイヤル110番（NTV）
  - 1959年 第118回「黒い犬」
  - 1963年 第292回「山峡の男」
- 1960年 スピードさるくん（NHK）
- 1960年 戦争 第20回（CX）
- 1960年 指名手配 第60・61回「偽りの果て」（NET）
- 1962年 短い短い物語「タクシー代」（NET）
- 1964年 特別機動捜査隊 第118回「ながれ」（NET）
- 1964年 第7の男（CX）
- 1967年 レモンのような女 第5話「夏の香り」（TBS）

### 吹き替え
- ミステリー・ゾーン（TBS版）
  - 1961年 第2シーズン 第7話「素晴らしき未来」- パット・カーター（演：パトリシア・ブレスリン）
  - 1963年 第3シーズン 第23話「蘇ったジェフ」- カムファート（演：シャーリー・ジャクソン）
- 1963年 襲われた幌馬車（日本テレビ版）- ヴァリンダ（演：ステファニー・グリフィン）
- 1964年 白夜 - ナタリア（演：マリア・シェル）
- 1965年 野ばら（フジテレビ版）- マリア（演：エリノア・イェンセン）
- 1966年 レ・ミゼラブル（TBS旧版）- ファンティーヌ（演：ダニエル・ドロルム）
- 1967年 大酋長（テレビ朝日版）- キャシー（演：メアリー・マーフィ）
- 1968年 暴力教室（テレビ東京版）- アン（演：アン・フランシス）
- 荒野の棺桶（演：フルヴィア・フランコ）
- 逃亡者 #98

### アニメ
- 1968年 佐武と市捕物控 第16話「捕物無情」- お房

## 主な訳書
※宮沢俊一との共訳が多数。
- 去年の夏、チュリームスクで
- ソヴェート文学
- 長男・鴨猟
- もし、電車に乗り遅れたら‥